# フィアット レベリM1935重機関銃
フィアット レベリM1935重機関銃（フィアット レベリM1935じゅうきかんじゅう）は、1935年にイタリアで採用された重機関銃である。

## 開発経緯
イタリア軍は第一次世界大戦及びアフリカ各地での植民地での戦闘を通じて、小口径弾薬を使用するフィアット レベリM1914重機関銃の威力不足を痛感し、1930年代に入って重機関銃の威力増大に取りかかった。このあたりの事情は日本陸軍と共通する。
新重機関銃は8×59mmRBブレダ弾を使用する空冷式であることが求められた。試作はブレダとフィアットにオファーされた。フィアットではレベリM1914の改良型として試作銃を開発、1934年に完成した。

## フィアット レベリM1935重機関銃の登場
新弾薬は従来の6.5×52mm弾よりも格段に強力であったため、この弾薬に対応することが改良の主眼点となった。まず、銃身後退の際に遅延される、ストレートブローバックなのにディレードブローバックの要素も備えるという変わった作動方式に、通常のロックピンが追加され、二段式の遅延機構を備えることで作動の安全を確保した。しかしこの変更は、弾薬の発射薬が銃に蓄積された熱によって自然発火する事故（コックオフ）が起こりやすいという新たな欠点を呼んだ。
また、弾薬への塗油機構が不評であったため、加速抽筒とテーパードチャンバーを備える代わりに薬室に溝を切って抽筒を行いやすくしようとしたが、この対策は十分ではなく、結局後付けで塗油装置が追加されることになった。
給弾機構はM1914の弾倉式から、通常の非分離式メタルリンク50連ベルトに変更された。このベルトは弾薬をピン代りとして接続することで100連以上として使用することもできる。
交換式の銃身と目立つ放熱カバーが外見上最大の特徴だが、M1914から改造されて製造された一部の銃では水冷被筒をそのまま備えていた。またグリップを握った射手の手先で、むき出しのボルトが一発ごとに激しく後退・前進を繰り返す構造はM1914と同じであった。
新機関銃は1935年にフィアットM14/35（Mitragliatrice Fiat Modello.14/35）として制式採用された。一般には単にM35、またはM1935として知られる。

## その後
フィアット レベリM1935はブレダM37重機関銃の生産が軌道に乗るまでの暫定措置として制式化されたため、生産期間は1935年～1940年までであるが、M1935自体は第二次世界大戦終結まで使用された。実際の部隊配備は弾薬の量が揃うのを待ったため、1937年からになった。